# Damien-Dutton Award
Der Damien-Dutton Award ist eine Auszeichnung für Engagement in der Leprabekämpfung. Er wird von der Damien-Dutton Society For Leprosy Aid verliehen, einer gemeinnützigen Stiftung (gegründet 1944) mit Sitz in New York. Der Name erinnert an zwei freiwillige Leprahelfer (Pater Damien und Joseph Dutton) auf Hawaii.

## Preisträger
- 1953: Stanley Stein, USA
- 1954: Rev. Joseph Sweeney, Korea
- 1955: Sister Marie Suzanne, Frankreich
- 1956: Perry Burgess, USA
- 1957: John Farrow, USA
- 1958: Sister Hilary Ross, USA
- 1959: H. Windsor Wade, Philippinen
- 1960: Louis Joseph Mendelis, USA
- 1961: Kensuke Mitsuda, Japan
- 1962: Rev. Pierre de Orgeval, Frankreich
- 1963: Eunice Weaver, Brasilien
- 1964: Robert G. Cochrane, Vereinigtes Königreich
- 1965: John F. Kennedy, USA (postum)
- 1966: Peace Corps, USA
- 1967: Howard A. Rusk, USA
- 1968: Franz Hemerijckx, Belgien
- 1969: Victor George Heiser, USA
- 1970: Dharmendra, Indien
- 1971: Chapman H. Binford, USA
- 1972: Patricia Smith, Vietnam
- 1973: Jacinto Convit, Venezuela
- 1974: José N. Rodriguez, Philippinen
- 1975: Oliver Hasselblad, USA
- 1976: Yoshio Yoshie, Japan
- 1977: Paul and Margaret Brand, USA
- 1978: Fernando Latapi, Mexiko
- 1979: Stanley G. Browne, Vereinigtes Königreich
- 1980: Robert Watelet, Zaire
- 1981: American Leprosy Missions, USA
- 1982: Ma Haide, China
- 1983: Baba Amte, Indien
- 1984: Mutter Teresa, Indien
- 1985: John H. Hanks, USA
- 1986: Samuel J. Butcher, USA
- 1987: W. Felton Ross, USA
- 1988: Hermann Kober, Deutschland
- 1989: Catholic Medical Mission Board
- 1990: Wayne M. Meyers, USA
- 1991: Ruth Pfau, Deutschland
- 1992: Anwei Skinsnes-Law, USA
- 1993: Charles Kamalam Job, Indien
- 1994: International Journal of Leprosy
- 1995: Joon Lew, Südkorea
- 1996: Richard Marks, USA
- 1997: Roy E. Pfaltzgraff, USA
- 1998: Jean Margaret Watson, Vereinigtes Königreich
- 1999: Sister Margaret Anne Meyer, Nigeria
- 2000: K. V. Desikan, Indien
- 2001: Prof. Michel F. Lechat, Frankreich
- 2002: Yo Yuasa, Japan
- 2004: Michael F. R. Waters[1]
- 2005: Eliazar T. Rose, Indien[2]
- 2006: Ernest Paul Fritschi[3][4]
- 2007: Roland Cellona, Philippinen[5]
- 2008: The Nippon Foundation, Japan und Sasakawa Memorial Health Foundation, Japan[5]
- 2009: Jacques Kongawi, Demokratische Republik Kongo[6]
- 2010: Sr. Senkenesh Gabre Mariam[7]
- 2012: P.K.B. Pattnaik[8]
- 2013: Rodolfo Abalos[9]
- 2014: Linda Lehman[10]